# Soterichos
Soterichos war ein spätantiker Dichter, der zur Zeit des Kaisers Diokletian (284–305) lebte. Er verfasste seine Werke in griechischer Sprache.

## Leben und Werk
Über Soterichos ist wenig bekannt. Von seinen Werken ist nach einer älteren Forschungsmeinung nichts erhalten, doch sind im Zeitraum 1999–2002 Untersuchungen erschienen, in denen ihm einige Fragmente zugeschrieben werden. Seine Existenz und die Titel seiner Werke sind nur aus der Suda (einem byzantinischen Lexikon), aus einem Eintrag im Lexikon des Stephanos von Byzanz (6. Jahrhundert) und aus Scholien des Johannes Tzetzes (12. Jahrhundert) bekannt. In der Suda wird erwähnt, dass er aus der Stadt Oasis stammte.
Stephanos nennt den Ort Hyasis oder Oasis. Gemeint ist nach der herrschenden Lehrmeinung wahrscheinlich die „Große Oase“, das heutige Charga in Ägypten, doch wird auch die „Kleine Oase“, das heutige al-Baḥriyya, in Betracht gezogen.
Zu seinen Werken gehört ein historisches Epos über Diokletian, aus dem Fragmente erhalten sind. Das Gedicht ist wohl in Zusammenhang mit dem Ägyptenfeldzug Diokletians entstanden, mit dem im Jahr 298 der Aufstand von Lucius Domitius Domitianus und Aurelius Achilleus niedergeworfen wurde. Vermutlich wird darin auch auf den erfolgreichen Abschluss des Perserkriegs im folgenden Jahr Bezug genommen. Außerdem verfasste Soterichos eine Lebensbeschreibung des berühmten Wundertäters Apollonios von Tyana, vermutlich ebenfalls in epischer Form, eine poetische Darstellung der Eroberung Thebens durch Alexander den Großen 335 v. Chr., ein Epos über seine Heimat sowie einige mythologische Werke.
Das Gedicht über die Einnahme Thebens trug den Titel Pýthōn oder Alexandriakós. Tomasz Derda und Paweł Janiszewski haben – eine schon im 19. Jahrhundert von Karl Müller vorgetragene Hypothese aufgreifend – Fragmente aus einem Gedicht, die in verschiedenen Fassungen des Alexanderromans des Pseudo-Kallisthenes enthalten sind, als Teile von Soterichos’ Werk identifiziert. Sie nehmen überdies an, dass auch der Prosatext des einschlägigen Kapitels von Pseudo-Kallisthenes’ Alexanderbiographie auf dem Gedicht des Soterichos fußt. Zur Begründung weisen sie darauf hin, dass der Prosatext einer jüngeren Fassung metrische Spuren enthält, was schon August Nauck 1849 erkannt hatte; es scheint sich um eine ziemlich getreue Paraphrase des verwendeten Gedichts zu handeln. Anscheinend hatten verschiedene Bearbeiter des Alexanderromans Zugang zu dem Gedicht; die späteren Bearbeiter fügten zusätzliche Verse daraus ein, die in der ältesten Fassung fehlen. Dies ist ein Anzeichen für erhebliche Beliebtheit des Gedichts in der Spätantike. Der Dichter rechtfertigt die Zerstörung Thebens durch Alexander den Großen damit, dass es sich um die Bestrafung der Stadt für eine Übeltat gehandelt habe, die Kadmos, der mythische Gründer Thebens, beging, als er den Drachen des Ares tötete.
Zwei Fragmente aus epischer Dichtung in Hexametern, die auf zwei Straßburger Papyri erhalten sind, wurden 1901 von Richard Reitzenstein publiziert. Das eine Fragment handelt von einem römisch-persischen Krieg, das andere enthält eine mythische Weltschöpfungserzählung, in welcher der Gott Hermes eine zentrale Rolle spielt. 1903 schlug Joseph Bidez vor, beide Fragmente Soterichos zuzuschreiben; beim Kriegsgedicht handle es sich um das Epos über Diokletian, das mythologische sei wohl das Epos über Oasis. Ihm widersprach Rudolf Keydell, der das mythologische Gedicht Hermeias von Hermopolis zuschrieb. Derda und Janiszewski halten Soterichos für den wahrscheinlichen Verfasser des Kriegsgedichts und halten es für möglich, dass auch das andere Gedicht von ihm stammt. Bei den im Kriegsgedicht gepriesenen, nicht namentlich genannten römischen Feldherrn handelt es sich offenbar um die Kaiser Diokletian und Galerius.
1999 hat der Philologe Enrico Livrea die Hypothese vorgetragen, es handle sich bei Hexametern aus einem 1996 von John R. Rea publizierten Papyrus aus Oxyrhynchos (P. Oxy. LXIII 4352) um Verse des Soterichos. Diese Verse seien entweder ein Teil des Epos über Diokletian oder teils diesem Epos, teils einem Gedicht des Soterichos über Antinoos, den in Ägypten verstorbenen Freund des Kaisers Hadrian, zuzuordnen. Derda und Janiszewski äußern sich dazu skeptisch. In der Einleitung zu seiner 2002 erschienenen Edition aller Papyrus-Fragmente vertritt Livrea die Auffassung, sowohl die beiden Straßburger Fragmente als auch diejenigen aus Oxyrhynchos seien Bestandteile eines einzigen Gedichts, nämlich des Diokletian-Epos.

## Edition
- Enrico Livrea: Poema epico-storico attribuito a Soterico di Oasi. In: Zeitschrift für Papyrologie und Epigraphik. Band 138, 2002, S. 17–30